# 청화백자성새산수문병
청화백자성새산수문병(靑華白磁城塞山水文甁)은 서울특별시 종로구 서울역사박물관에 있는 조선시대의 청화백자이다. 2002년 8월 16일 서울특별시의 유형문화재 제153호로 지정되었다.

## 개요
목이 길고 무게중심이 아래에 있는 전형적인 19세기 백자 병이다. 口緣部의 끝이 작고 둥글게 마무리되어있고 목이 곧고 일정하며 몸체 아랫부분이 넓게 퍼져 풍만한 양감과 안정감을 보여주고 있다. 푸른빛을 머금은 釉藥과 胎土가 上品甲燔에 속한다고 판단된다. 이 청화백자는 分院期의 자기로서는 드물게 細筆로써 城塞와 山水를 표현하고 있는데 江上의 全景을 다양한 소재를 가지고 표현한 점이 특징적이다.
표면에는 깔끔한 白釉가 전면 施釉되어 있으며 靑畵의 發色도 선명하다. 口緣部에 약간 접착 수리된 흔적이 있으나 조선후기 청화백자에서 흔히 볼 수 있는 畵報風 산수문양이 아니라 實景 山水를 묘사했다는 점에서 주목할 만하다.

## 참고 문헌
- 청화백자성새산수문병 - 국가유산청 국가유산포털